# Mystron beieri
Mystron beieri är en insektsart som beskrevs av Montealegre-z. och G.K. Morris 1999. Mystron beieri ingår i släktet Mystron och familjen vårtbitare. Inga underarter finns listade i Catalogue of Life.